# 최일남
최일남(崔一男, 1932년 12월 29일~2023년 5월 28일)은 대한민국의 소설가이자 언론인이다. 전라북도 전주 출생으로, 서울대학교 국문학과를 졸업한 후 고려대학교 대학원에서 석사 과정을 수료하였다. 1953년 《문예》에 《쑥 이야기》가 추천되어 문단에 데뷔하였다.
작품에 《혼사》,《파양(爬痒)》,《장장하일(長長夏日)》,《진달래》,《감나무골 낙수》,《노기띤 얼굴》,《동행(同行)》 등이 있다. 초기 작품의 특색은 가난한 사람들의 생활을 그리면서도 그 속에서 인간성을 확인해 보려는 데 있다. 그 뒤 《보류(保留)》,《경련》,《여행》,《갈구》,《두 여인》 등을 발표하였고, 작품세계를 심화·확대시켜 나가면서 왕성한 작품활동을 하였다. 창작집으로 《서울 사람들》,《흔들리는 성》,《홰 치는 소리》 등이 있다.
1975년 월탄문학상을 수상하였으며, 1986년에는 《흐르는 북》으로 이상문학상을 수상하였다.